# Vladimir R. Đorđević
Vladimir R. Đorđević (serbisch-kyrillisch Владимир Р. Ђорђевић; * 1. Dezember 1869; † 22. Juni 1938 in Belgrad) war ein jugoslawischer Musikwissenschaftler und -ethnologe.

## Biographie
Đorđević besuchte die Schule und das Gymnasium in Aleksinac und Niš. Er absolvierte ab 1890 eine Ausbildung als Grundschullehrer und wurde 1892 Leiter der Chorgruppe Šumatovac in Aleksinac. Von 1893 bis 1897 studierte er mit einer Unterbrechung bei Robert Fuchs am Wiener Konservatorium. Von 1898 bis 1912 war er als Musiklehrer an der Lehrerschule in Jagodina. 1901 nahm er ein halbes Jahr privaten Unterricht bei Karel Šebor in Prag. Von 1912 bis zu seiner Pensionierung 1924 unterrichtete er am Dritten Musikgymnasium in Belgrad.
Đorđevićs wichtigstes Werk ist die zweibändige Sammlung Srpske narodne melodije (Serbische Volksmelodien, 1928 und 1931), in der er fast 1000 serbische Volkslieder veröffentlichte und mit der er zum Pionier der Musikethnologie in Serbien wurde. Er veröffentlichte weitere Volkslieder teils mit Instrumentalbegleitung, musiktheoretische Schriften sowie einige eigene Kompositionen.

## Werke

### Schriften
- Pitanja za prkupljanje muzickih obicaja u Srba, 1899
- Staro bugarsko crkveno pevanje, 1905
- Nevolje narodne muzike, 1922
- Turski elementi u našoj muzici, 1923
- O kompozicijama Brankovih pesama, 1924
- Opšta teorija ..., 1924
- Skopske gajdardžije i njihovi muzicki instrumenti, 1926
- Nekoji decji narodni muzicki instrumenti, 1928
- Ogled bibliografije srpske narodne muzike, 1931
- Bibliografija radova Josifa Marinkovica, 1931
- Prilozi biografskom recniku srpskih muzicara (ersch. 1950)

### Volksliedsammlungen und -bearbeitungen
- Srpske narodne melodije za mešoviti prilog Prosvetnom glasniku, 1896
- Srpske narodne melodije za mešoviti ili ... hor, 1904–21
- Srpske narodne melodije (Južna Srbija), 1928
- Trideset i pet srpskih narodnih pesama za klavir, 1930
- Srpske narodne melodije (Predratna Srbija), 1931
- Trideset srpskih igara za violinu, 1933
- Narodne igre za gudacki orkestar, 1934

### Kompositionen
- Škola za violinu 1899
- Tri ...e prema narodnim crkvenim melodijama (Lieder), 1903–31
- Mešoviti ... horovi (Chorwerke), 1904–21
- Horovi u 2 i 3 glasa (Chorwerke), 1933
- Dueti za 2 violine